# Alchemilla stuhlmannii
Alchemilla stuhlmannii är en rosväxtart som beskrevs av Adolf Engler. Alchemilla stuhlmannii ingår i släktet daggkåpor, och familjen rosväxter. Utöver nominatformen finns också underarten A. s. butaguensis.